# Arcëm Kancavy
Arcëm Kancavy (in bielorusso Арцём Канцавы?, in russo Артём Владимирович Концевой?, Arcëm Vladimirovič Koncevoj; Homel', 20 maggio 1983) è un ex calciatore bielorusso, di ruolo attaccante.

## Carriera

### Club
Durante la sua carriera ha giocato con varie squadre di club, tra cui anche lo Spartak Mosca. Attualmente gioca con il BATE Borisov.
È divenuto abbastanza famoso un suo gol su punizione quando vestiva la maglia dell'MTZ-RIPA Minsk contro lo Smorgon.

### Nazionale
Ha partecipato agli Europei Under-21 del 2004.
Conta 10 presenze con la nazionale bielorussa.

## Palmarès

### Club

#### Competizioni nazionali
- Campionato bielorusso:

BATE: 2002, 2010, 2011, 2012, 2013
- Coppa di Bielorussia: 1

MTZ-RIPA Minsk: 2007-2008
- Supercoppa di Bielorussia: 3

BATE: 2010, 2011, 2013